# Janina Powąska
Janina Powąska (ur. 11 kwietnia 1953 w Miłowicach) – polska rolnik polityk, posłanka na Sejm PRL IX kadencji, działaczka organizacji rolniczych.

## Życiorys
W 1974 została absolwentką Technikum Rachunkowości Rolnej w Lututowie. Prowadziła własne gospodarstwo rolne w Miłowicach. Działała w Związku Młodzieży Wiejskiej i od 1980 w Zjednoczonym Stronnictwie Ludowym, w którym była zastępcą członka Naczelnego Komitetu. W latach 1985–1989 pełniła mandat posłanki na Sejm PRL IX kadencji w okręgu Kalisz, zasiadając w Komisji Transportu, Żeglugi i Łączności oraz w Komisji Nadzwyczajnej do rozpatrzenia projektu ustawy o zasadach udziału młodzieży w życiu państwowym, społecznym, gospodarczym i kulturalnym.